# Lasson (Calvados)
Lasson é uma ex-comuna francesa na região administrativa da Normandia, no departamento de Calvados. Estendeu-se por uma área de 4,02 km². Em 2010 a comuna tinha 601 habitantes (densidade: 149,5 hab./km²).
Em 1 de janeiro de 2016 foi fundida na comuna de Rots.